# Indonesia International 1997
Die Indonesia International 1997 im Badminton fanden vom 4. bis zum 6. Juli 1997 in Jakarta statt. Auf der IBF-Turnierskala erreichte es die Wertung A.

## Sieger und Platzierte
| Disziplin    | Gold                             | Silber                        | Bronze                            |
| ------------ | -------------------------------- | ----------------------------- | --------------------------------- |
| Herreneinzel | George Rimarcdi                  | Agus Hariyanto                | Hery Gunawan                      |
| Herreneinzel | George Rimarcdi                  | Agus Hariyanto                | Rony Agustinus                    |
| Dameneinzel  | Ellen Angelina                   | Olivia                        | Ninik Masrikah                    |
| Dameneinzel  | Ellen Angelina                   | Olivia                        | Kristin Yunita                    |
| Herrendoppel | Davis Efraim Halim Haryanto      | Eng Hian Hermono Yuwono       | Ade Lukas Endra Mulyana Mulyajaya |
| Herrendoppel | Davis Efraim Halim Haryanto      | Eng Hian Hermono Yuwono       | Hadi Saputra Karel Mainaky        |
| Damendoppel  | Angeline de Pauw Vita Marissa    | Anita Eny Widiowati           | Melisa Dewi Dwi Retnowati         |
| Damendoppel  | Angeline de Pauw Vita Marissa    | Anita Eny Widiowati           | Yeni Diah Ninik Masrikah          |
| Mixed        | Bambang Suprianto Rosalina Riseu | Wahyu Agung Rosalia Anastasia | Rizal Fadillah Neneng Setiawati   |
| Mixed        | Bambang Suprianto Rosalina Riseu | Wahyu Agung Rosalia Anastasia | Aras Razak S. Herawati            |